# St. Anna (Romenthal)

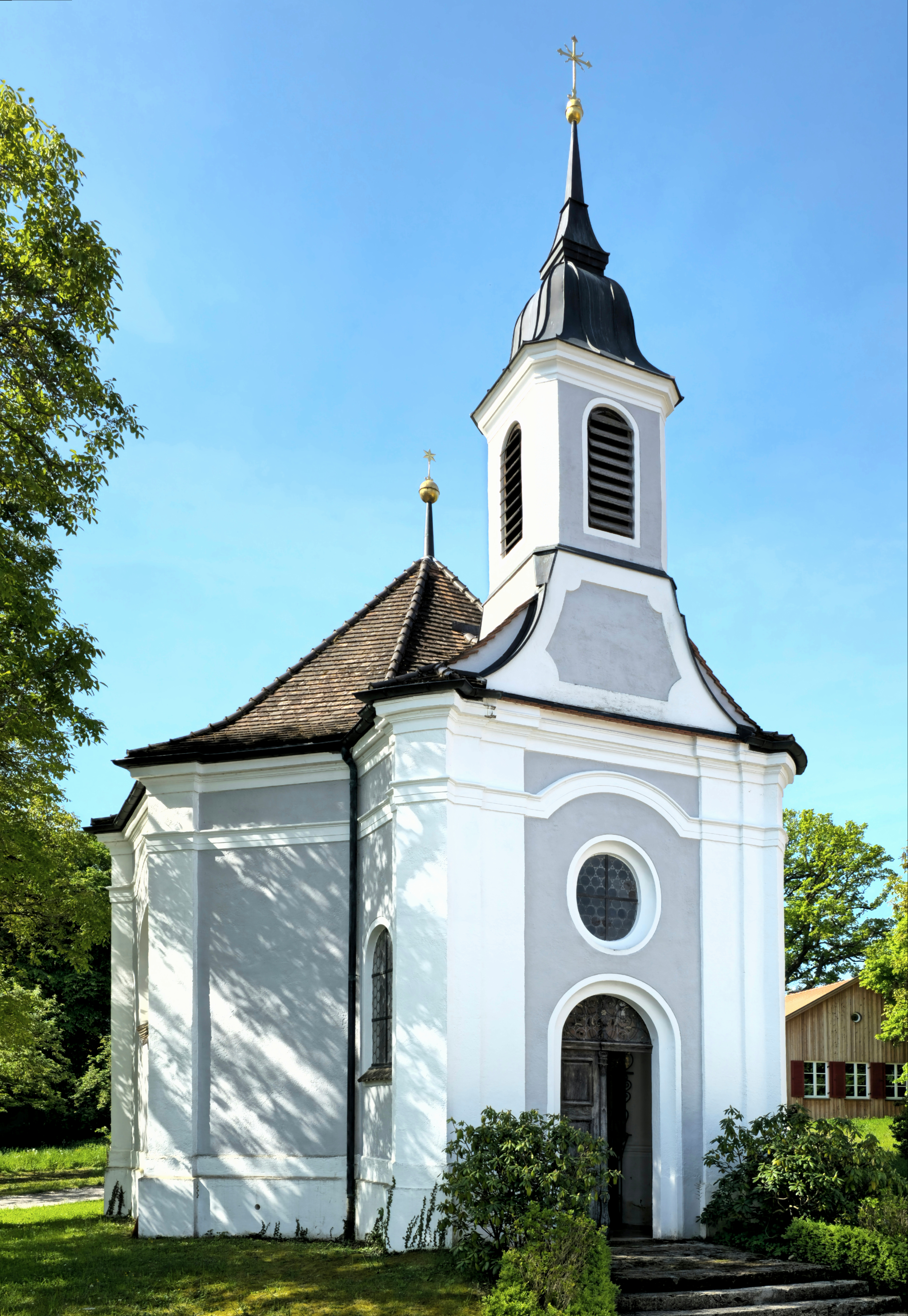
St. Anna in Romenthal

Innenraum

Die römisch-katholische Kapelle St. Anna steht in Romenthal, einem Gemeindeteil des Marktes Dießen am Ammersee im oberbayerischen Landkreis Landsberg am Lech. Sie ist in der Liste der Baudenkmäler in Dießen am Ammersee als Baudenkmal unter der Nr. D-1-81-114-86 eingetragen. Das Gebäude hat den Status einer Privatkapelle und steht im Dekanat Landsberg des Bistums Augsburg.

## Geschichte
Eine Kapelle gab es bei der Schwaige des Klosters Dießen bereits 1570, die der Dießener Propst Ulrich II. Trieg zu Ehren der Heiligen Dreifaltigkeit dort bauen ließ. 1622 wurde die Skulptur „Anna selbdritt“, das Gnadenbild der St.-Anna-Bruderschaft am Marienmünster Dießen, in die Kapelle übertragen und dort verehrt, nachdem die Bruderschaft in Dießen aufgehoben worden war.
1704 wurde die Schwaige Romenthal im Spanischen Erbfolgekrieg von kaiserlichen Truppen zerstört, die Kapelle befand sich in einem schlechten baulichen Zustand. Propst Berthold II. Wolf ließ daher die Kapelle abtragen und neu errichten, vermutlich nach Plänen von Johann Michael Fischer. Sie wurde 1757 geweiht.
Infolge der Säkularisation des Klosters Dießen geriet die Kapelle 1802/03 in Privatbesitz, zunächst von Stanislaus Hiebl aus Raisting, dessen Totenbrett sich noch in der Kirche befindet, danach folgten etwa 14 weitere Eigentümer. Von 1867 bis 1882 und von 1893 bis 1900 waren die Besitzer evangelisch, und die Kapelle wurde als evangelisch-lutherischer Betsaal genutzt. 1937 wurde das Gut mit der Kapelle Staatsdomäne des Freistaats Bayern. Die Kapelle wurde 1960/61 und 1996/97 renoviert. Seit 2008 sind Gut und Kapelle wieder im Privatbesitz.

## Beschreibung
Das Gebäude ist ein achteckiger, axial betonter Zentralbau, der mit einem Zeltdach bedeckt ist. Die Fassaden sind an den Ecken mit Pilastern besetzt. Der rechteckige, an das Oktogon angebaute Chor ist nach Süden statt nach Osten ausgerichtet, vermutlich damit der Eingang zum Gutshof hin gelegen kam. Über dem rechteckigen Vorbau mit dem Portal im Norden erhebt sich ein mit einer Glockenhaube bedeckter Dachreiter, in dem eine Glocke hängt.
Der Innenraum des Zentralbaus ist mit einer Kuppel überspannt, der Fußboden ist mit ornamental verlegten Solnhofener Platten bedeckt. Aus dem um 1490 gebauten Vorgängerbau wurde die um 1620 geschaffene Skulptur der heiligen Anna mit ihrer Tochter Maria und dem Jesuskind („Anna selbdritt“) übernommen, die Bartholomäus Steinle zugeschrieben wird. Sie steht jetzt im linken Feld neben dem Chorbogen, zum Teil von einem Orgelpositiv  verdeckt. Im rechten Feld neben dem Durchgang zum Chor zeigt eine Dreifigurengruppe die Krönung Mariens durch Gott Vater und Jesus Christus. In der Flachkuppel sieht man ein Gemälde, das laut Signierung Franciscus Kirzinger im Jahr 1757 schuf. Das Thema ist die Verherrlichung der heiligen Anna, der Helferin der Bedrängten, durch Gott: Anna mit der bekrönten Maria auf dem Schoß thront auf Wolken, darüber Gott Vater, links der auferstandene Jesus Christus und zwischen den beiden der Heilige Geist, dargestellt als Taube. Am unteren Kuppelrand malte Kirzinger Vertreter der vier damals bekannten Erdteile, die Anna huldigen, außerdem bedrängte Menschen, Bettler, Kranke und Schiffbrüchige. Ein Engel hält ein Spruchband mit der Aufschrift Tota pulchra es Maria. Die vier Lünetten in den Ecken neben dem Zentralbild zitieren Stellen aus dem Alten Testament, die auf die heilige Anna gedeutet werden können. Im Altarraum zeigt ein Deckenfresko die Geburt Mariens: Anna, auf einem Thron sitzend, hält das Neugeborene, neben der Wiege ist eine Amme zu sehen. Die gebogene Kufe der Wiege ist als Mondsichel ausgebildet und spielt auf das ikonographisch häufige Motiv der Mondsichelmadonna an.
Das unsignierte Altarbild (von Kirzinger?) stellt Mariä Opferung dar, wo Anna ihre Tochter dem Hohenpriester zum Tempeldienst übergibt; rechts vorne kniet Mariens Vater Joachim. Das Motiv geht zurück auf eine Legende im Protoevangelium des Jakobus. Über dem Altarretabel sieht man das Wappen des Augustinerchorherrenstifts Dießen, darüber das Auge Gottes im Strahlenkranz.